# Nola
Nola és una ciutat d'Itàlia, a la regió de Campània, Ciutat metropolitana de Nàpols entre el Vesuvi i els Apenins a uns 20 km de Càpua. Té prop de 35.000 habitants i el comú té 39 km².

## Personatges famosos
El 26 de juliol es fa a la ciutat un festival dedicat a Sant Paulí, bisbe de la ciutat que va inventar les campanes de les esglésies (que van agafar el nom de la regió).
El 1548 va néixer a la ciutat el lliurepensador Giordano Bruno. També va néixer a Nola l'escultor Giovanni Merliano i alguns dels seus treballs es conserven a la catedral. Així com els compositors Alessandro Speranza (1728-1797), i Giovanni Domenico da Nola (segle xvi).

## Història
Fou probablement una ciutat dels àusons (així ho indica Hecataeus) i després fou colonitzada per Cumae (segons Justí fou colònia calcídica igual que la veïna Avella, però com que Cumae era una colònia de Calcis probablement es refereix a això i no directament colònia de Calcis). A l'entorn del 471 aC (Velleius Paterculus) s'hi haurien establert els etruscs al mateix temps que a Càpua, tot i que la ciutat ja devia existir molt abans; com la majoria de la Campània va passar als samnites en circumstàncies desconegudes vers el 440 aC. Al temps de la primera guerra dels samnites amb els romans ocupava la ciutat un poble osc estretament aliat dels samnites, que es feien dir els campanis, probablement una branca dels samnites.
La seva primera aparició certa a la historia és del 328 aC, just abans de la segona guerra samnita, quan Roma va iniciar la guerra contra les ciutats gregues de Palaepolis i Neapolis i Nola els va enviar un cos de 2.000 soldats com ajut i els samnites en van enviar quatre mil. Però quan fou evident que les ciutats se sotmetrien a Roma el contingent de Nola es va retirar. Roma no va oblidar el fet i el 313 aC va assetjar la ciutat que va ocupar amb certa facilitat. Sembla que en el tractat de pau va obtenir la condició de ciutat aliada o federada.
No torna a aparèixer fins a la Segona Guerra Púnica quant va destacar per la fidelitat a Roma i va resistir a les forces d'Hanníbal que havien ocupat Càpua el 216 aC i esperaven fer el mateix amb Nola, ja que tenien un partit favorable a l'interior; Hanníbal es va presentar prop de la ciutat on la població en general era favorable als cartaginesos però la noblesa i el senat local restaven fidels a l'aliança romana i van rebre a la ciutat a una força romana dirigida per Marcel; Hanníbal es va haver de retirar i després de la conquesta de Nuceria Alfaterna va tornar i va assetjar Nola fins que Marcel va fer una sortida i va infringir considerables pèrdues als cartaginesos que es van retirar. Fou poc més que una escaramussa però fou presentada com una gran batalla per apujar la moral romana.
Hanníbal la va atacar altre cop el 215 aC però altre cop, durant el setge, una sortida de Marcel va desorganitzar als atacants que van desistir. Ho van tornar a provar el 214 aC amb el mateix resultat.
En esclatar la guerra social el 90 aC la ciutat tenia una guarnició de 2000 homes dirigida pel pretor L. Postumius, però la ciutat es va entregar al líder samnita C. Papius, i va esdevenir una fortalesa dels confederats italians en aquesta part d'Itàlia. S'hi van refugiar les restes de l'exèrcit de L. Cluentius després de la seva derrota davant Sul·la. Després de la pau que van fer la majoria dels confederats, Nola va mantenir la revolta i un exèrcit romà la va haver d'assetjar i encara ho estava fent quan va esclatar la lluita en Gai Mari i Sul·la. Els samnites que defensaven Nola es van posar del costat de Mari i de Cinna i fins a la victòria final de Sul·la aquest no va poder dominar la ciutat. Sul·la va castigar severament a la ciutat com ho va fer amb altres; el seu territori més fèrtil fou donat al soldats del dictador i va esdevenir colònia; els antics habitants foren expulsats de la ciutat.
Sota August va rebre una segona colònia, i una tercera sota Vespasià. En temps de Dioclecià una inscripció l'esmenta com Colonia Felix Augusta Nolana.
August va morir a Nola quan tornava de Beneventum, acompanyat de Tiberi, l'any 14. Des Nola fins a Bovillae una processó fúnebre va ser rebuda pels senadors locals per arreu on passava.
Nola va ser una ciutat important durant l'Imperi sobretot des del temps de Vespasià, i al segle IV fou seu episcopal.
El 410 fou saquejada pel got Alaric I i el 453 per Genseric i els seus vàndals. El 647 va passar al ducat de Benevent; més tard fou saquejada pels sarraïns el 806 i el 904; va passar al reis de Sicília sota Manfred i els seus successors.
El 1269 fou donada en feu a Guiu de Montfort, i després va passar en feu als Orsini que la van posseir fins al 1528 quan va retornar al regne de Nàpols. El 1459 es va lliurar prop de la ciutat la batalla de Nola en la que Joan d'Anjou va derrotar el rei Alfons de Catalunya-Aragó.
Al segle xv ja havia perdut importància després de ser afectada per alguns terratrèmols.
El 1829 el general Pepe va començar la seva revolta democràtica a Nola. El 1861 fou annexionada a Itàlia.